# Vasile Nedelciuc
Vasile Nedelciuc (n. 13 noiembrie 1948, comuna Bulboci, județul Soroca) este un om politic din Republica Moldova, ales ca deputat în Parlamentul Republicii Moldova, pe listele Partidului Forțelor Democratice.

## Biografie
Vasile Nedelciuc s-a născut la data de 13 noiembrie 1948 în comuna Bulboci (județul Soroca). Membru ULCTM in anii 1964- 1978.A absolvit Facultatea Electrofizică, specialitatea Automatică și Telemecanică a Institutului Politehnic din Chișinău (în 1972).
A lucrat mai mulți ani la Institutul de cercetări științifice în domeniul planificării, urmând apoi doctorantura la Institutul de Aviație din Moscova, unde obține gradul științific de doctor în științe în domeniul calculatoarelor (1979). Revenit în Republica Moldova, și-a continuat activitatea la Institutul de planificare în funcție de șef de laborator, efectuând cercetări în domeniul informaticii. În paralel, a predat prin cumul la Catedra Calculatoare a Institutului Politehnic din Chișinău, unde în perioada 1988 - 1990 deține postul de docent.
Membru fondator al Mișcării Democratice din Moldova (1988) și al Frontului Popular din Moldova (1989). 
În anul 1990 este ales în primul Parlament democrat al Republicii Moldova din partea FPM  (circumscripția Studențească, Chișinău), unde deține funcția de președinte al comisiei parlamentare de relații externe (1990-1993). În august 1991 este membru al echipei care redactează textul Declarației de Independență a Republicii Moldova. 
Membru fondator al Congresului Intelectualității/ Partidului Forțelor Democratice (1993) și vicepreședinte al acestuia (până în 2000). Reales deputat în Parlament din partea PFD în 1994 și apoi 1998. În perioada 1998-2001, a fost președinte al Comisiei parlamentare pentru politică externă.
În perioada 1998 - 2001, a fost șef al delegației Republicii Moldova la Adunarea Parlamentară a Consiliului Europei, unde în 1999-2000 deține și funcția de vicepreședinte al APCE. 
Din 2001 a activat în sectorul privat. Este membru fondator și Președinte al Consiliului Director al ÎCS Endava SRL (2001 - 2019), parte a Grupului Endava cu sediul la Londra, companie IT listată în 2018 la bursa din New York (NYSE) ce are la obârșie o companie moldovenească care, în urma unui proces de dezvoltare, achiziții și fuziuni devine o companie internațională de prestigiu, cu circa 4500 angajați și operațiuni în opt țări ale lumii, inclusiv SUA, Marea Britanie și Germania. 
Este membru fondator (2003) și președinte al Asociației de Politică Externă (2010 – 2016).
Vasile Nedelciuc este cavaler al Ordinului Gloria Muncii (1998) și al Ordinului Republicii (2010).
Vasile Nedelciuc vorbește limba engleză.